# الخرإبة (إب)

تعديل مصدري - تعديل

الخرابة محلة تابعة لقرية بعسنة، التابعة لعزلة الحوج القبلي بمديرية إب إحدى مديريات محافظة إب في الجمهورية اليمنية.، بلغ تعداد سكانها 25 حسب تعداد اليمن لعام 2004.